# Спасск (Нижегородская область)
Спасск (или Спа́сское) — деревня в Вачском районе Нижегородской области. Входит в состав Новосельского сельсовета.

## География
Находится на левом берегу реки Шерши (притоке Большой Кутры), на расстоянии около 3 км на юго-запад от села Яковцево на автодороге, ведущей от Яковцева к Новосёлкам.

## История
В прошлом — деревня Яковцевской волости Муромского уезда Владимирской губернии, встречается на «Планах генерального межевания Муромского уезда» 1796 года.
- В окладных книгах Рязанской епархии за 1676 год в составе прихода села Яковцево упоминается деревня Спасская, в которой 10 дворов крестьянских и 2 бобыльских.
- В «Историко-статистическом описании церквей и приходов Владимирской Епархии» за 1897 год сказано, что в Спасской 42 двора.

## Население
| 1859 | 1905 | 1926 | 1999 | 2002 | 2010 |
| ---- | ---- | ---- | ---- | ---- | ---- |
| 279  | ↘256 | ↘158 | ↘11  | ↗12  | ↘2   |

### Фотографии
- Улица в деревне
- Вид «сзади»
- Автобусная остановка